# Fournols
Fournols település Franciaországban, Puy-de-Dôme megyében. Lakosainak száma 315 fő (2022. január 1.). Fournols Aix-la-Fayette, Chambon-sur-Dolore, Échandelys, Le Monestier, Saint-Amant-Roche-Savine, Saint-Éloy-la-Glacière és Saint-Germain-l’Herm községekkel határos.

## Népesség
A település népességének változása:
| Lakosok száma | 327  | 323  | 330  | 317  | 326  | 320  | 315  | 314  | 315  |
|               | 2013 | 2015 | 2016 | 2017 | 2018 | 2019 | 2020 | 2021 | 2022 |